# Bill McLaren
Pour les articles homonymes, voir McLaren.
William Pollock McLaren dit Bill McLaren, né le 16 octobre 1923 et mort le 19 janvier 2010, est un journaliste sportif écossais, spécialiste du rugby à XV.

## Biographie
Né à Hawick en 1923, il est d'abord un talentueux troisième ligne aile, qui joue en équipe première à Hawick. Il est ensuite engagé dans la Royal Artillery en Italie pendant la Seconde Guerre mondiale comme observateur d'artillerie, notamment lors de la bataille du Monte Cassino. Il est hanté toute sa vie par la vue de victimes d'un massacre formant un monticule de 1 500 cadavres mutilés et sans sépultures dans un cimetière italien. Il est aux portes de la sélection écossaise en 1947 quand il contracte la tuberculose : il passe 19 mois dans un sanatorium à East Fortune (East Lothian) avant de prendre un traitement expérimental, la Streptomycine, qui le guérit. Bill McLaren étudie l'éducation physique et sportive à Aberdeen, et enseigne cette discipline dans plusieurs écoles à Hawick jusqu'en 1987, entraînant plusieurs joueurs qui jouent pour l'Écosse comme Jim Renwick, Colin Deans et Tony Stanger. C'est par sa première expérience de reportage au Hawick Express qu'il se lance lui-même dans une carrière de commentateur sportif, faisant ses débuts à l'antenne nationale de la radio BBC Radio en 1953, pour une défaite de l'Écosse 12-0 contre le pays de Galles. Le passage à la télévision intervient six ans plus tard.
La reconnaissance de ses services intervient en novembre 2001, quand il devient le premier non-international à être introduit dans le Temple international de la renommée du rugby. En 2002, il reçoit le Trophée Vernon Pugh de l'International Rugby Board en hommage à sa carrière pour le développement du rugby. Il prend sa retraite en 2002 après un match pays de Galles Écosse (22-27) marqué par l'hommage du public lui interprétant For He's a Jolly Good Fellow. Il contracte la maladie d'Alzheimer et meurt le 19 janvier 2010 à l'âge de 86 ans, dans sa ville natale de Hawick.

## Famille
De son mariage naissent deux filles Linda (né en 1952) et Janie (né en 1954, décédé en 2000). Linda se marie avec l'ancien demi de mêlée écossais Alan Lawson. Bill McLaren a cinq petits-enfants, dont le demi de mêlée Rory Lawson et l'arrière Jim Thompson.